# Salix endlichii
Salix endlichii är en videväxtart som beskrevs av Karl Otto von Seemen. Salix endlichii ingår i släktet viden, och familjen videväxter. Inga underarter finns listade i Catalogue of Life.